# Serrahn Queen
Die Serrahn Queen ist ein Fahrgastschiff der Bergedorfer Schifffahrtslinie, mit dem auch mehrtägige Reisen durchgeführt werden. Der Bergedorfer Hafen am nördlichen Ende des Schleusengrabens wird örtlich als Serrahn bezeichnet.

## Geschichte
Das Schiff wurde 1997 auf der Lux-Werft in Mondorf gebaut und fuhr zunächst als Stadt Nassau für die Personenschifffahrt Lahnstolz in Bad Ems. Dieses Unternehmen betrieb im Jahr 2000 außer der Stadt Nassau auch noch die Schiffe Stadt Bad Ems, ebenfalls auf der Lux-Werft gebaut, die Lahnstolz I aus dem Jahr 1959 und die Lahnstolz II, die 1928 bei Jean Stauf gebaut worden war. Das Unternehmen hat sich mittlerweile aufgelöst. Dieter Schubert gibt im Jahr 2000 für die Stadt Nassau eine Länge von 33,3 Metern, eine Breite von 4,98 Metern und einen Tiefgang von 1,05 Metern an. Das Schiff, das damals 220 Fahrgäste befördern durfte, wurde von zwei Maschinen mit je 125 PS angetrieben. Schuberts Angaben widersprechen in einem Punkt der Werftplakette. Dort wird eine Breite von 5,16 Metern für das Schiff angegeben.
Die Personenschifffahrt Lahnstolz litt offenbar schon 2011 unter familiären Zwistigkeiten. Damals wurde die Stadt Nassau  an die Bergedorfer Schifffahrtslinie verkauft und erhielt dort den neuen Namen Serrahn Queen.
Die Bergedorfer Schifffahrtslinie wurde 1998 von Heiko Buhr gegründet. Seit 2012 gehört die Serrahn Queen zur Flotte der Bergedorfer Schifffahrtslinie. Weitere Schiffe des Unternehmens waren im Frühjahr 2022 noch die Serrahn Deern und die Serrahn Star, die zuletzt nur noch als Reserveschiff diente und mittlerweile (Stand: April 2022) zum Verkauf ausgeschrieben ist. Auch die Serrahn Deern wurde im Frühjahr 2022 zum Verkauf ausgeschrieben.
Die Serrahn Queen kann insgesamt 220 Fahrgäste befördern; im Salon stehen 86 Plätze zur Verfügung, auf dem Oberdeck 110. Der Innenbereich des Schiffes ist klimatisiert.
Im Januar 2020 wurde das Schiff modernisiert. Unter anderem wurden dabei, der Corona-Krise geschuldet, Glasscheiben zwischen den Tischen im unteren Bereich des Schiffes eingebaut, außerdem wurden die Buffetfläche und die drei Toiletten neu gestaltet. 
Die Bergedorfer Schifffahrtslinie bietet neben Rundfahrten durch die Marschlande, nach Hamburg, Mölln und Lüneburg auch Mehrtagesfahrten an, bei denen allerdings nicht an Bord, sondern in Hotels übernachtet wird. Außerdem steht die Serrahn Queen auch für Charterfahrten zur Verfügung. Auf den Mehrtagestouren ist die Zahl der Fahrgäste auf 50 begrenzt.

## Bilder

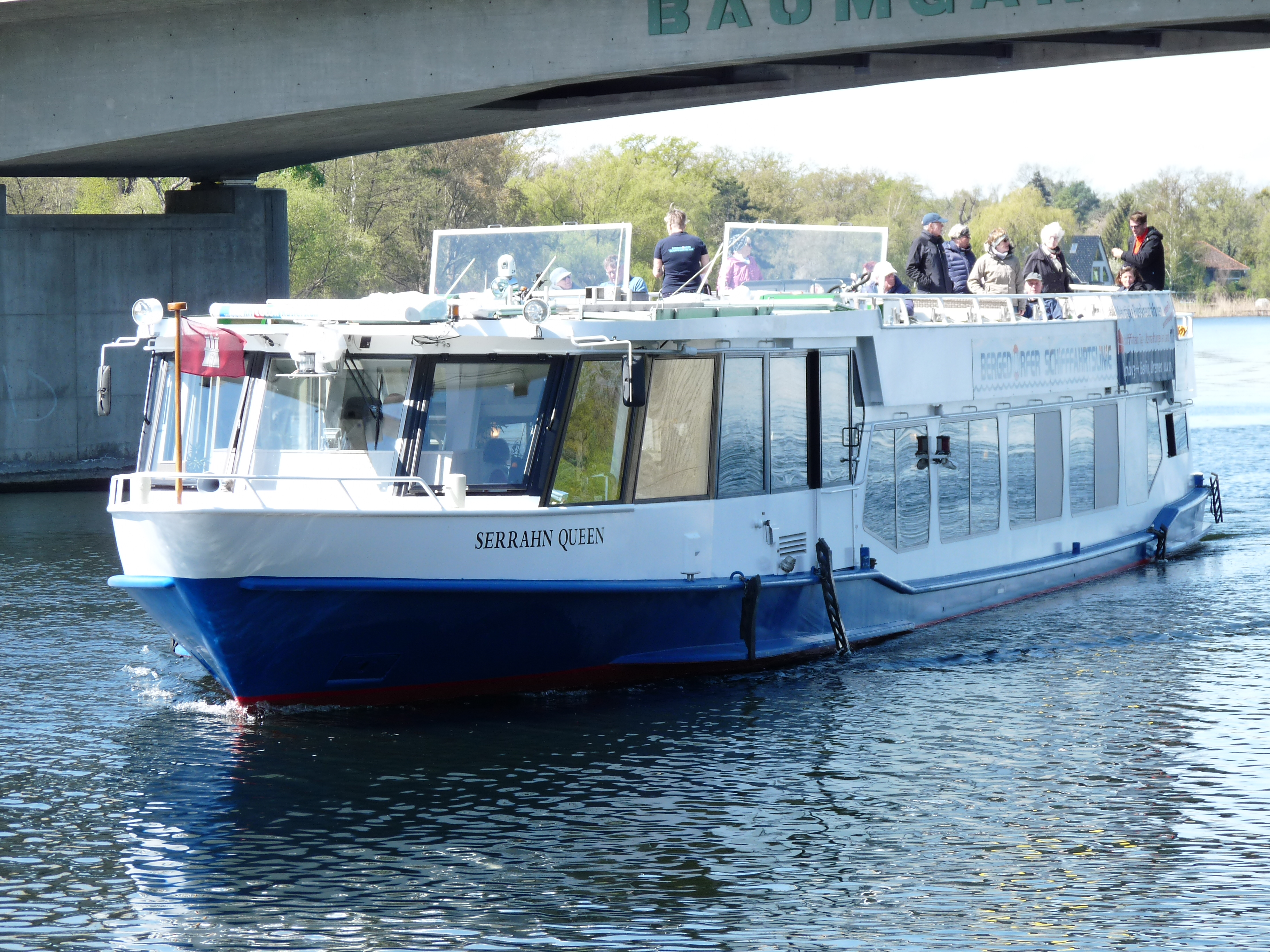
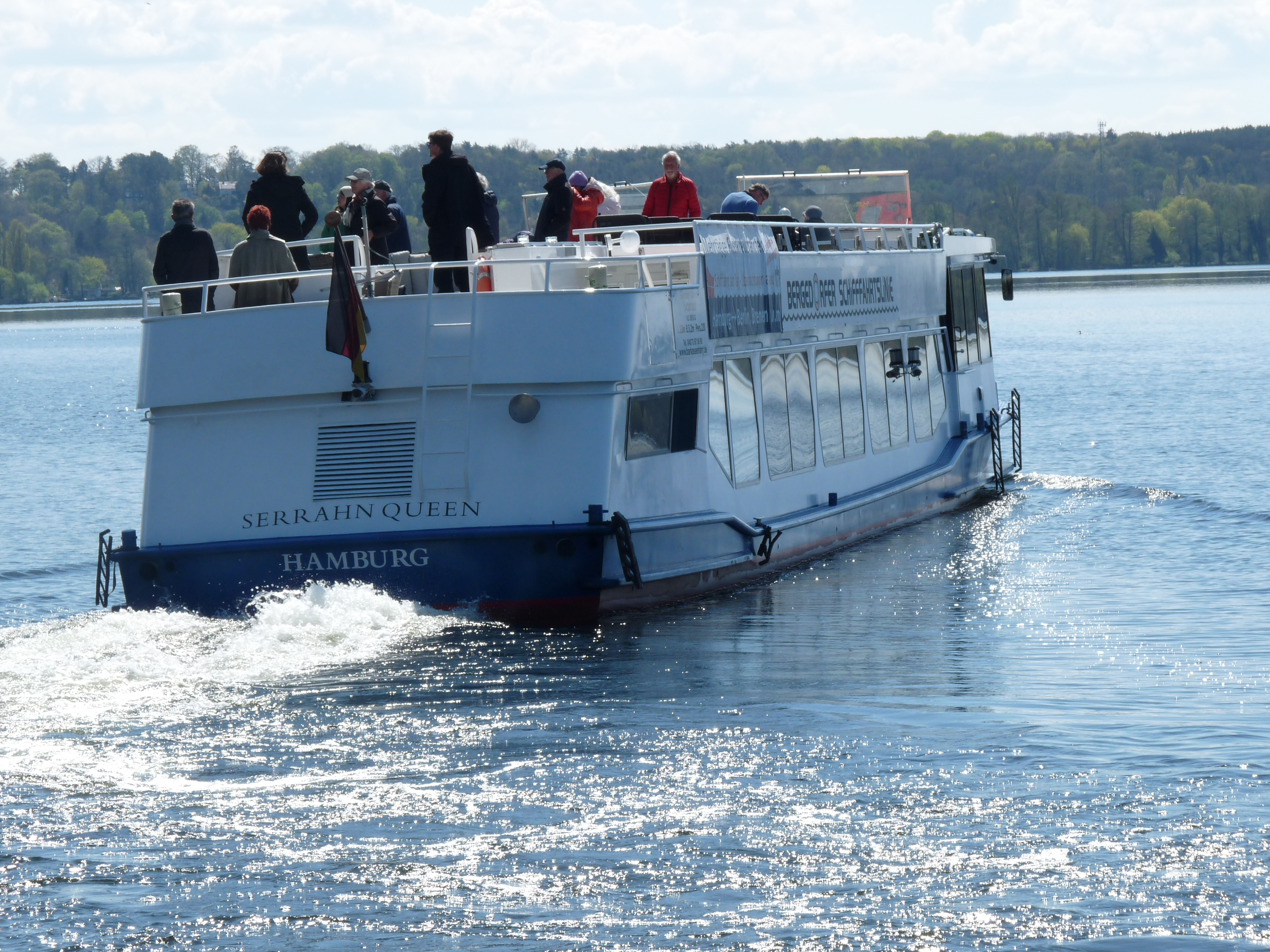
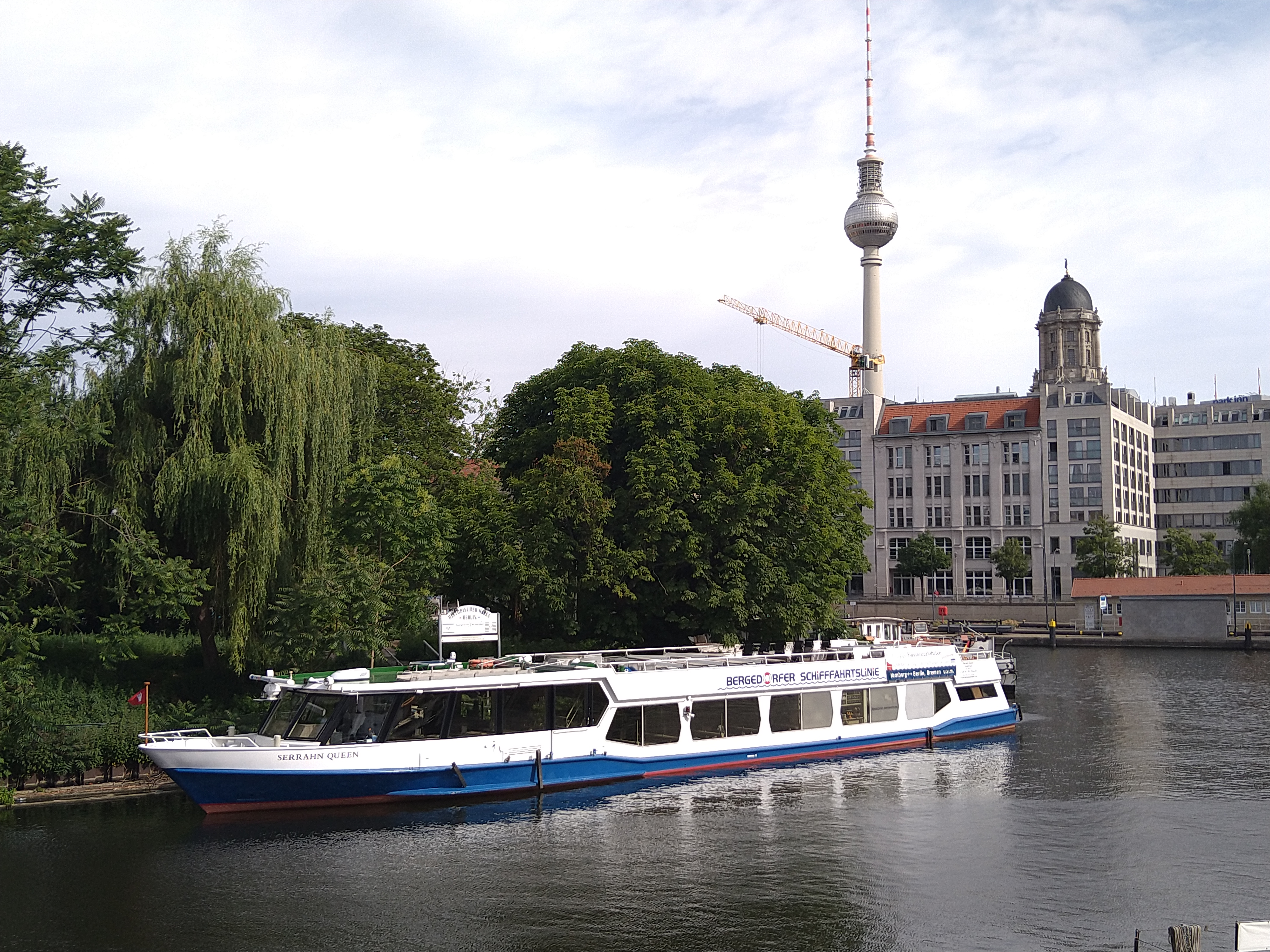